# Janvier 1896

## Événements
- Rhodésie du Sud : début du Chimurengo (guerre d’indépendance), révolte matabélé et mashona (1896-1897).

- 4 janvier : l'Utah devient le quarante-cinquième État de l'Union américaine.

- 6 janvier : démission de Cecil Rhodes à la suite de son implication dans le Raid Jameson.

- 15 janvier : accord franco-britannique sur les sphères d'influence au Siam. Les Britanniques abandonnent l’exigence d’un glacis entre les colonies françaises et la Birmanie, la France s’engageant à garantir l’indépendance du Siam. La province d’Angkor est cédée au Cambodge.

- 18 janvier : les Britanniques reprennent Kumasi, capitale des Ashanti (Ghana actuel). Leur roi Prempeh et la reine mère sont déportés aux îles Seychelles (1896-1924).

## Naissances
- 1er janvier : William Stephenson, espion.
- 2 janvier : Dziga Vertov, cinéaste russe († 12 février 1954).
- 15 janvier : William McNair Snadden, homme politique britannique († 23 novembre 1959).
- 17 janvier : 
  - Émile Vignes, photographe français († 9 avril 1983).
  - Léon Devos, coureur cycliste belge († 23 avril 1958).
- 18 janvier : Boniface de Castellane, diplomate français († 1946).
- 23 janvier : Charlotte, Grande-Duchesse de Luxembourg († 9 juillet 1985).

## Décès
- 2 janvier : Walthère Frère-Orban, homme politique belge (° 24 avril 1812).
- 5 janvier : Francesco Saverio Altamura, peintre italien (° 5 août 1822).
- 8 janvier : Paul Verlaine, poète français.
- 9 janvier : Guillaume Vogels, peintre belge (° 9 juin 1836).
- 25 janvier : Frederic Leighton, peintre et sculpteur britannique (° 3 décembre 1830).